# Keponggok
Keponggok is een bestuurslaag in het regentschap Purworejo van de provincie Midden-Java, Indonesië. Keponggok telt 439 inwoners (volkstelling 2010).